# Lotusiphantes
Lotusiphantes nanyuensis es una especie de araña araneomorfa de la familia Linyphiidae. Es el único miembro del género monotípico Lotusiphantes.

## Distribución
Se encuentra en Hunan en China.